# نادي الجريف لكرة القدم
نادي الجريف لكرة القدم هو نادٍ رياضي سوداني في العاصمة الخرطوم تأسس في 15 يناير 1941. وتمارس فيه العديد من الأنشطة الرياضية والثقافية، ككرة القدم، السباحة، بجانب كرة السلة، والتنس. شعار النادي هو الأصفر وأسود.